# Papiro 46
O Papiro 46 (também referido como {\displaystyle {\mathfrak {P}}}46) é um dos mais antigos manuscritos do Novo Testamento conhecido. Sua 'sua datação mais provável' é por volta de 175-225 DC. Foi parte do Papiro Bíblico Chester Beatty. Conforme o site Bible Research, ele contém (em ordem) "os últimos oito capítulos de Romanos; todo Hebreus; praticamente todo o conteúdo de 1 e 2 Coríntios; todo o conteúdo das cartas aos Efésios, Gálatas, Filipenses, Colossenses; e dois capítulos de 1 Tessalonicenses. Todas as folhas tem algumas linhas perdidas por causa da deterioração."